# 松岡剛
松岡 剛（まつおか ごう）は日本の映像制作者、クリエイティブディレクター、演出家、プロデューサー、ディレクター、経営者。

## 人物・来歴
大船松竹撮影所にて山田洋次、森﨑東、栗山富夫、石井隆らの映画現場アルバイトを経て、CM制作会社に所属、阪本順治、崔洋一、川島透らのPM、助監督を努める。1998年 クリストファー・ドイル、浅野忠信の『孔雀 KUJAKU』を制作。第53回カンヌ国際映画祭に参加。プロデューサー、ディレクターとしてテレビ東京「シネマ通信」「FILM FACTORY」、フジテレビ「ミッドナイトアートシアター」「プレミアムステージ」「土曜プレミアム」などの番組制作、アカデミー賞、カンヌ国際映画祭、ヴェネチア国際映画祭取材を担当。映画に特化した映像制作者として１０００本を超える特番・プロモーション映像を担当する。（マスコミ就職情報誌、2007年4月号取材より）2009年ファントム・フィルムのプロデューサーとして松本人志監督『さや侍』『R100』や
『海を感じる時』『神様はバリにいる』などの本編制作に参加。

2017年映像制作会社Ghost Co. Ltd.設立。
劇場用映像、番組、WEBコンテンツ、グラフィック・デザインなど劇場映画・海外ドラマ・配信コンテンツなどにまつわる様々な映像・クリエイティブデザインを展開。

## 映画
- 孔雀 KUJAKU（監督:クリストファー・ドイル）
- ワラライフ!!（監督:木村祐一）
- さや侍（監督:松本人志）
- R100（監督:松本人志）
- 海を感じる時（監督:安藤尋）
- 神様はバリにいる（監督:李闘士男）[3]

## 映像制作作品（抜粋）
- 『風と共に去りぬ』
- 『始皇帝暗殺』
- 『海の上のピアニスト』
- 『スリーピー・ホロウ』
- 『マグノリア』
- 『A.I.』
- 『ハリー・ポッター』シリーズ
- 『ギャング・オブ・ニューヨーク』
- 『ダンサー・イン・ザ・ダーク』
- 『ラスト サムライ』
- 『オーシャンズ』シリーズ
- 『硫黄島からの手紙特』
- 『さくらん』
- 『スウィーニー・トッド』
- 『劇場版 NARUTO』シリーズ
- 『ロスト・イン・トランスレーション』
- 『ロード・オブ・ザ・リング』シリーズ
- 『踊る大捜査線』シリーズ
- 『ヘドウィグ・アンド・アングリーインチ』
- 『パール・ハーバー』
- 『102』
- 『ヴァージン・スーサイズ』
- 『マトリックス』シリーズ
- 『スター・ウォーズ』シリーズ
- 『スパイダーマン:ホームカミング』
- 『関ヶ原』
- 『ダンケルク』
- 『ナラタージュ』
- 『アウトレイジ 最終章』
- 『ブレードランナー 2049』
- 『IT/イット “それ”が見えたら、終わり。』
- 『ジャスティス・リーグ』
- 『パディントン2』
- 『羊の木』
- 『The Beguiled/ビガイルド 欲望のめざめ』
- 『ハンドメイズ・テイル/侍女の物語』
- 『50回目のファースト・キス』
- 『BLEACH』
- 『カメラを止めるな!』
- 『オーシャンズ8』
- 『銀魂2 掟は破るためにこそある』
- 『アントマン』
- 『ザ・プレデター』
- 『ハン・ソロ/スター・ウォーズ・ストーリー』
- 『音量を上げろタコ!なに歌ってんのか全然わかんねぇんだよ!!』
- 『ファンタスティック・ビーストと黒い魔法使いの誕生』
- 『アリー/ スター誕生』
- 『アクアマン』